# جاك كولفين
جاك كولفين (بالإنجليزية: anglais américain)‏ (13 أكتوبر 1934 في كانزاس - 1 ديسمبر 2005 في كاليفورنيا) كان ممثل أمريكي.
قدم في منتصف الستينات من القرن الماضي في أغلب أفلامه أدوارا ثانوية. ومنذ منتصف السبعينات انتقل إلى الإنتاج التلفزيوني، دوره الشهير لعبه مع المراسل جاك مكجي في المسلسل التلفزيوني هولك (العنوان الأصلي:The Incredible Hulk، بدء من عام 1978 حتى عام 1982.

## روابط خارجية
- جاك كولفين على موقع IMDb (الإنجليزية)
- جاك كولفين على موقع ألو سيني (الفرنسية)
- جاك كولفين على موقع أول موفي (الإنجليزية)
- جاك كولفين على موقع قاعدة بيانات الأفلام السويدية (السويدية)
- جاك كولفين على موقع إن إن دي بي (الإنجليزية)
- جاك كولفين على موقع قاعدة بيانات الفيلم (الإنجليزية)
- جاك كولفين على موقع كينوبويسك (الروسية)